# Gisela Kornrumpf
Gisela Kornrumpf ist eine deutsche mediävistische Germanistin. Sie forscht insbesondere zur Überlieferungsgeschichte der mittelalterlichen Lyrik im deutschen Sprachraum.

## Leben
Kornrumpf führte seit dem 1. November 1964 die Arbeit von Paul-Gerhard Völker am DFG-finanzierten Handschriftenprojekt der Universitätsbibliothek München weiter. Resultat der Kooperation war der 1968 erschienene Katalog Die deutschen mittelalterlichen Handschriften der Universitätsbibliothek München und der 1974–1979 erschienene Katalog Die lateinischen mittelalterlichen Handschriften der Universitätsbibliothek München. Am 1. September 1972 übernahm sie eine Mitarbeiterstelle bei der Kommission für Deutsche Literatur des Mittelalters der Bayerischen Akademie der Wissenschaften in München. Bei dieser Akademiekommission arbeitet sie nunmehr als ehrenamtliche Mitarbeiterin.

## Leistungen
Der Basler Mediävist Gert Hübner beschreibt Gisela Kornrumpfs Fachkompetenz in einer Rezension so: 

„Wa vunde man sament so manig liet? Im Gedächtnis von Gisela Kornrumpf gibt es, stelle ich mir vor, unter etlichen weiteren, ähnlich organisierten Abteilungen ein gescanntes Faksimile der gesamten deutschsprachigen Liedüberlieferung des Mittelalters ('ein Corpus von derzeit etwa 280 Überlieferungsträgern aus dem 12. bis 16. Jahrhundert', Kornrumpf 2008, S. V) sowie großer Teile der lateinischen. Auf dieser im biologischen Reich einmaligen Sammlung photographisch genau erfasster Daten operiert ein kognitives Informationsverarbeitungssystem, das über Zoomfaktoren vom Totalpanorama bis zum Mikroskop verfügen und deshalb großräumige Bezüge zwischen allen Details herstellen kann. Ein sich im Analyseprozess permanent weiter schärfender Kombinationssinn ist darauf spezialisiert, 'diejenigen Fragen zu finden, auf die die Überlieferung Antworten bereithält' (Kornrumpf 2008, S. 100).“

## Veröffentlichungen (Auswahl)
- Vom Codex Manesse zur Kolmarer Liederhandschrift. Aspekte der Überlieferung, Formtraditionen, Texte, Niemeyer, Tübingen 2008, ISBN 978-3-484-89133-3.